# Zanabazar

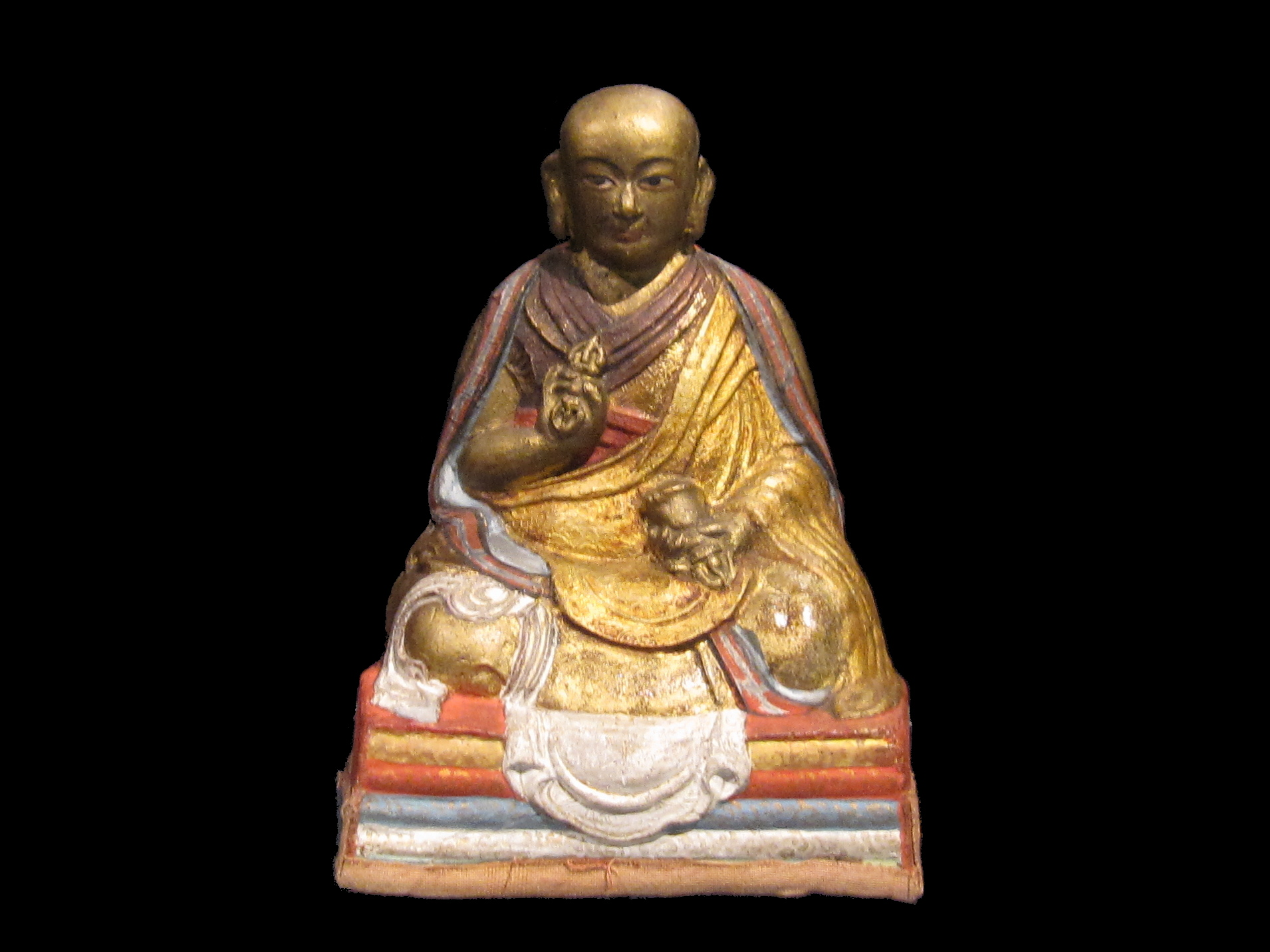

Öndör Gegeen Zanabazar (Mongoliska: Өндөр Гэгээн Занабазар, Öndör Geγeeṅ Zanabazar, "High Saint Zanabazar"; född Esjidorji (Ишдорж, Išdorj) 1635, död 1723, var den förste Jebtsun Damba Khutuchtu, det andliga överhuvudet för den tibetanska buddhismen bland Khalkha-mongolerna i Yttre Mongoliet. 
Klostret Amarbayasgalant byggdes ursprungligen till hans minne och för att hysa hans kvarlevor.